# Georges Ricquier
Georges Ricquier (Brussel, 16 november 1902 - aldaar, 13 september 1963) was een Belgisch architect. Hij was betrokken in de jaren vijftig en zestig bij kantorencomplexen in het Brusselse en hanteerde daarbij een bouwstijl van doorgedreven functionalisme. Riquier was ook veelvuldig actief in Congo.
Hij realiseerde zijn belangrijkste werk als architect in de zogenaamde streamlining (inrichting en decoratie) van pakketboten en in de voormalige Belgische kolonie. Hij kreeg zijn opleiding aan de Academie voor Schone Kunsten van Brussel in het atelier van Victor Horta. In 1930 liep hij stage bij de Amerikaanse architect Witney Warren. Zijn eerste realisaties waren burgerwoningen en een flatgebouw in Brussel. Vanaf 1947 was G. Ricquier betrokken bij de uitwerking van grote stedenbouwkundige projecten in Congo (Leopoldstad, Matadi, Boma). Hij ontwierp er diverse kantooren woonblokken, evenals een reeks administratieve gebouwen en woningen voor de Agence Maritime Internationale (AMI). Op vraag van het ministerie van Koloniën stelde hij een tienjarenplan op voor de economische en sociale ontwikkeling van Leopoldstad (1948-1950). Daarin opteerde hij voor dezelfde monumentale stadsaanleg als in een eerder project uit 1944 voor de herbebouwing van de Noord-Zuidverbinding in Brussel waarvoor hij deel uitmaakte van het team van stedenbouwkundige adviseurs. In de jaren 1950 realiseerde G. Ricquier nog enkele projecten in Brussel, waaronder kantoorgebouwen en het paleis van Belgisch-Congo en Rwanda-Burundi op de Wereldtentoonstelling van 1958. Hij werkte zeer actief mee aan het algemene ontwerp van het Rijksadministratief Centrum tot aan zijn overlijden in 1963.

In de jaren vijftig maakte hij deel uit van de associatie van architecten die de plannen voor het Rijksadministratief Centrum ontwikkelden, dat van 1958 tot 1968 werd gebouwd in het centrum van Brussel, boven op de kokers van de Noord-Zuidverbinding. Tegelijkertijd was hij ook actief in Belgisch-Congo.